# ウーバーイーツユニオン
ウーバーイーツユニオン（英: UberEatsUnion）は、フードデリバリー・Uber Eatsの配達員有志で構成される労働組合。
雇用関係をもたず個人事業主として契約している配達員が、労働環境改善を求めるために結成した 。

## 歴史
2019年10月3日に配達員有志によって発足。
2020年3月16日、東京都労働委員会に団体交渉救済申立てを行う。
2020年4月10日、新型コロナウイルス感染症の感染拡大に伴い、配達1件につき300円の危険手当を要求している。3月19日にウーバーから「安全な配達をサポートできる物資を調達でき次第供給する」と通知され、4月24日からマスクが送付され始めた。
2020年7月21日、事故調査プロジェクト報告と事故被害者の問題点を公表する記者会見を行う。記者会見では「被害者からの問い合わせ窓口を設置すること、示談交渉特約を追加すること」を求め、11月24日「お客様相談室」が開設される。
2021年5月24日、飲食宅配代行業の個人事業主も労災保険に特別加入できるようにするという厚生労働省の案に対し、「未加入の配達員が事故に遭った場合、自己責任にされる。企業のシステムの中で労働力になっているのに、企業が保険料も事故の責任も免れるのはおかしい」として反対を表明した。
2022年11月25日、東京都労働委員会より労働組合法上の労働者性を認められ、ウーバージャパンならびにウーバーイーツジャパン両社に対し団体交渉に応じるよう命令が出る。同年12月7日、会社側が中央労働委員会へ再審査の申立てを行ったため団体交渉は実現していない。
2025年5月19日、アカウント停止に対する損害賠償訴訟に関する和解成立の記者会見を行う。

## 活動内容
「事故やケガの補償」「運営の透明性」「適切な報酬」を活動の三本柱に掲げ、毎月第一木曜日（第二木曜日の場合もあり）に定例会を開催しているほか、各種メディアやホームページ、SNSを通じて情報を発信している。